# Oi!
Oi! er en subgenre indenfor punkrocken, der var et forsøg på at tilpasse punken til en arbejderklassegruppe. Genren stammer fra Storbritannien, og havde sit udspring i 1977, hvor tidlige punkbands som Clash og Ramones blev blandet med tidlig britisk rock som Rolling Stones og The Who, fodboldsange og glamrockbands som Slade og Sweet.
Musikken skulle fremme fællesskab mellem punkere, skinheads og andre grupper fra arbejderklassens ungdom. Oprindeligt hed genren street punk eller reality punk, men i starten af 1980'erne fandt en musikjournalist (Garry Bushell) på Oi! som det fængende navn på genren – navnet er sikkert udsprunget af Cockney Rejects' hit Oi! Oi! Oi!.
De tidlige Oi!-bands inkluderede Cock Sparrer, Cockney Rejects og Sham 69, om end nogle af disse bands var på banen længe før Oi! blev brugt som betegnelse for deres musikgenre. De blev fulgt af bands som The Business, The Last Resort, The Burial, Combat 84 og Anti-Heros.
Fordi mange skinheads blev rekrutteret af racistiske organisationer som National Front blev Oi!-genren af mange afskrevet som racistisk, selvom ingen af de oprindelige Oi!-musikere kunne betegenes som yderliggående racistiske og flere af dem var tilknyttet venstrefløjen og antiracistiske kampagner. Dog var der undtagelser, såsom Skrewdriver, der var de ledende indenfor en lille nynazistisk rockscene. Deres lydbillede var klart Oi!, men de forsøgte at distancere sig selv fra punkmiljøet ved at kalde genren for "R.A.C." ("Rock against Communism"); en reaktion på den udbredte "Rock Against Racism"-kampagne. Mange af de tidlige medlemmer af Skrewdriver har i øvrigt udtalt, at de ikke vil associeres med hvad bandet udviklede sig til, efter de selv stoppede.
Oi! blev først associeret med racisme og yderliggående højrefløj i 1981 ved optøjer i Southall, London, hvor en koncert blev efterfulgt af optøjer, hvor det primært hvide publikum og den lokale asiatiske befolkning toppedes. Det er dog værd at nævne, at mange Oi!-bands øjeblikkelig herefter fordømte racisme i alle sine former og nægtede at have nogen forbindelse til fascisme.
Oi!'s udbredelse mindskedes efter disse optøjer og andre uheldige episoder, men Oi!-scener blev formet i resten af Kontinentaleuropa, Japan og USA. I USA blev Oi!-fænomenet en væsentlig del af hardcore punk-genren fra 1980'erne. Selvom musikstilen var nært beslægtet med Oi! blev hardcore punk et middelklassefænomen i USA. Midt-1990'erne førte til en fornyet interesse i Oi!-musikken, nye bands opstod og de ældre bands begyndte at få bredere anerkendelse. Dette førte også til en fornyet indsats for yderligere at distancere Oi! fra racisme.
Mere nutidige Oi!-bands inkluderer The Templars, Midtown Bootboys, Hanover Saints og Bonecrusher.

## Ekstern henvisning
- Oi! the Web Site